# Região Metropolitana de Łódź
Aglomeracja łódzka é uma região metropolitana da Polónia, na voivodia de Lodz. Estende-se por uma área de 2 497 km², com 1 135 496 habitantes, segundo os censos de , com uma densidade 455 hab/km².